# Arka Noego (1625)
Arka Noego – polski okręt wojenny – pinka (pinasa). Prawdopodobnie został zbudowany w Pucku w 1625 roku. W źródłach okręt ten występuje pod niemiecką nazwą.

## Historia
Pinka „Arka Noego” została zbudowana dla polskiej floty Zygmunta III prawdopodobnie w 1625 roku w Pucku. Była stosunkowo dużą jednostką jak na pinki bałtyckie, lecz mimo to dysponowała umiarkowaną wartością bojową.
Podczas wojny ze Szwecją, „Arka Noego”, „Wodnik” i „Król Dawid” uczestniczyły w pierwszej potyczce z flotą szwedzką 17 maja 1627 roku, natykając się w pobliżu Helu na dwukrotnie liczniejsze okręty szwedzkie, zmierzające do Piławy. Kapitanem „Arki Noego” był Magnus Wesman. Po wymianie strzałów, obie eskadry rozeszły się, Polacy popłynęli na zachód. Następnego dnia 18 maja doszło do potyczki polskiego zespołu na wysokości Białogóry koło Łeby z konwojem 24 statków i okrętów szwedzkich. Po pojedynku artyleryjskim, z niewielkimi stratami w ludziach, Polakom udało się oderwać od nieprzyjaciela i polskie okręty pożeglowały do Kołobrzegu. Na „Arce Noego” rozerwaniu uległo jedno działo. Po kilku dniach okręty polskie powróciły do Wisłoujścia, przedzierając się przez linie szwedzkiej blokady Zatoki Gdańskiej.
„Arka Noego”, pod dowództwem Magnusa Wesmana, weszła następnie w skład drugiej eskadry okrętów polskich, która wzięła udział w zwycięskiej bitwie z eskadrą szwedzką pod Oliwą 28 listopada 1627 roku. Okręt nie odegrał w bitwie większej roli; uczestniczył w nieudanej próbie pogoni za wycofującymi się Szwedami.
2 grudnia 1627 „Arka Noego” została wysłana w rejs rozpoznawczy w składzie czterookrętowej eskadry (ponadto: „Panna Wodna”, „Żółty Lew” i „Latający Jeleń”). Z rozpoznania powróciła 11 grudnia, uszkodzona przez sztorm, który rozproszył eskadrę. Podczas ataku szwedzkich wojsk na polskie okręty u ujścia Wisły koło Twierdzy Wisłoujście z 5 na 6 lipca 1628 roku, „Arka Noego” została wycofana w górę rzeki.
W styczniu 1629 roku „Arka Noego” wraz z innymi polskimi okrętami została oddana przez króla Zygmunta III Wazę na służbę habsburskiej Ligi Katolickiej toczącej wojnę trzydziestoletnią, przybywając do Wismaru 8 lutego. Polskie okręty, stacjonując w Wismarze walczyły z flotą duńską i szwedzką w drobnych i sporadycznych potyczkach na liniach komunikacyjnych. W styczniu 1632 Wismar skapitulował i „Arka Noego” z innymi okrętami wpadła w ręce Szwedów, którzy wcielili ją następnie do swojej służby. Brak danych o dalszym jej losie.

## Dane
- trójmasztowa pinka
- pojemność: 90 łasztów (ok. 180 ton)[2]
- długość kadłuba między stewami – ok. 23,7 m (84 stopy)[2]
- szerokość kadłuba – ok. 6,8 m (24 stopy)[2]
- załoga (1627): 35 marynarzy i do 70 żołnierzy piechoty morskiej[10]
- uzbrojenie (1627): 16 dział niewielkich wagomiarów (do kilku funtów) w baterii burtowej i 3 miotacze kamieni (periery) (liczba dział była zmienna w niewielkich granicach)[10]